# یواس‌آرسی ژنرال گرین

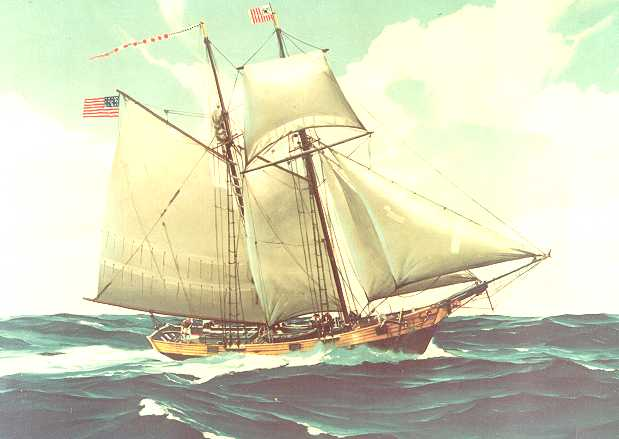
این یک تصویر کاریکاتوری از کشتی یواس آرسی است، که در سال ۱۹۷۱ میلادی ساخته شده است

یواس‌آرسی ژنرال گرین (به انگلیسی: USRC General Green) یک کشتی بود. این کشتی  در سال ۱۷۹۱ ساخته شد.